# George Reyes
George Reyes jest dyrektorem finansowym Google, dyrektorem BEA Systems i firmy Symantec.
Reyes otrzymał licencjat (Bachelor of Arts) w rachunkowości w University of South Florida. Studiował także w Santa Clara University. Przez 13 lat pracował w Sun Microsystems na różnych stanowiskach. W 2000 roku stał się członkiem zarządu firmy Symantec.